# مقدمه‌ای بر تاریخ امامان شیعه
 مقدمه‌ای بر تاریخ امامان شیعه (با نام کامل:مقدمه‌ای بر تاریخ امامان شیعه، دریچه‌ای به سوی بازخوانی سیره ائمه (ع)) عنوان کتابی است نوشته حسن روحانی که به تاریخ زندگانی امامان شیعه پرداخته است. این کتاب در خصوص سیره امامان شیعه در زمینه مسائل اجتماعی و سیاسی، با دید و نگرش نوآورانه‌ای در بررسی تاریخی می‌باشد.